# Strada provinciale 30 Trentola
La strada provinciale 30 Trentola è una strada provinciale italiana della città metropolitana di Bologna.

## Percorso
Ha origine dalla Via Emilia a Toscanella di Dozza, da dove si dirige a nord-est. Arriva sulla sponda sinistra del Sellustra, che poi supera per entrare nel territorio di Imola e passare per Trentola. Dal momento in cui attraversa il Sillaro segna il confine fra il comune di Imola e quello di Castel Guelfo di Bologna. A Casa Bettola condivide un breve tratto con la SP 51. Dopo aver passato il Canale Emiliano Romagnolo, si conclude all'altezza dell'innesto sull'ex SS 253 San Vitale a La Billa (Castel Guelfo).